# Рохлин, Владимир Владимирович
Владимир Владимирович Рохлин (род. 4 августа 1952, Воронеж, СССР) — советский и американский математик, профессор Йельского университета, специалист по вычислительной математике, соавтор (совместно с Лесли Грингардом) быстрого метода мультиполей.
Член Национальной академии наук США (1999), Национальной инженерной академии США (2008), Американской академии искусств и наук (2016).
Сын математика Владимира Абрамовича Рохлина. В 1973 году окончил Вильнюсский университет. В 1983 году в Университете Райса защитил диссертацию доктора философии по математике. С 1985 года — в Йельском университете. По состоянию на 2020 год — профессор Йельского университета
Награды:
- Премия Стила (2001)[10][3]
- Почётный член IEEE (2006)[11]
- Премия Общества промышленной и прикладной математики (2009)[12][13]
- Премия Международного совета промышленной и прикладной математики (2011)[2]

## Избранная библиография
- Rokhlin, V. V. A fast algorithm for particle simulations. — Journal of computational physics, 1987. — Т. 73, № 1. — С. 325—348. — ISSN 0021-9991.